# Namibisch-Afrikaans
Het Namibisch-Afrikaans (Namibiese Afrikaans) is een variant van het Afrikaans die in Namibië wordt gesproken.
Het land werd tot 1990 door Zuid-Afrika bestuurd, hetgeen het Afrikaans heeft bevoordeeld. Daarvoor had het Nederlands zijn intrede gedaan toen de Nederlanders de Walvisbaai en omgeving bezaten. Er liggen talloze plaatsen met Nederlandse (Afrikaanse) namen zoals Walvisbaai, de hoofdstad Windhoek, Grootfontein en Keetmanshoop. De Namibiërs hebben echter wel hun eigen variant Afrikaans. Nederlandstaligen beweren vaak dat Namibiërs zuiverder spreken dan Afrikaners, net zoals velen dat beweren over Vlamingen tegenover Hollanders.
Het Afrikaans wordt als lingua franca door het hele land gebruikt, met uitzondering van de Caprivistrook. Ongeveer 75% van de Namibiërs kan zich volledig van het Afrikaans bedienen. De grootste krant van het land, Republikein, is Afrikaanstalig; ook Radio Kosmos zendt Afrikaanstalige radioprogramma's uit.
Het Namibische dialect van Afrikaans is zowel beïnvloed door het Engels, dat sinds de onafhankelijkheid in 1990 de primaire taal is van Namibië, als door het Duits van de andere kolonisators. Ook woorden uit het Nama en Damara zijn opgenomen in het dagelijkse gebruik. Het Namibische dialect heeft ook zijn eigen woordenschat en zijn eigen uitdrukkingen.
Het Namibisch-Afrikaans heeft ook het Namlish (het Engels daar) beïnvloed.

## Invloeden van het Nama en het Damara
- koetse (uitspraak: /kutse/), ("khutse" in Nama/Damara),

Here: "Koetse, wat vertel jy my nou!"
- etse, ( uitspraak: /etse/) uitroep

1. (van verbazing; in Zuid-Afrika kent men aitsa), zowaar;

2. (om de aandacht van de tegenstanders te vestigen op iets wat iemand wil zeggen), luister eens; ik zeg je: "Etse! Toe ons in die klas kom, toe skryf ons mos toets."
- nca, (uitspraak met een zuig-klapklank van de tongpunt tegen de voortanden; in Zuid-Afrika is dit woord ook bekend),

goed, lekker, reg: "Hoe was jou dag?", waarop geantwoord kan worden: "Nee man, dit was nca!"

## Invloeden van het Duits
- kindergarten, kleuterschool: "Die kind is soggens in die kindergarten."

- brötchen, (uitspraak: "brezen"),

ovaalvormig broodrolletje. "Ma, ek wil asseblief 'n brötchen hê."
- so by so, (uitdrukking afkomstig van het Duitse "sowieso"),

in elk geval: "Ek sal vir jou wag; ek het so by so baie om my mee besig te hou."

## Namibische uitdrukkingen
- ou, (ge-ou),

geven: "Ou my 'n bietjie biltong, man."
- stammak,

neerzetten: "Stammak die beker op die tafel!"
- spleetspaaie, (gewoonlijk in het meervoud),

T-splitsing: "Jy ry tot by die spleetspaaie, dan vat jy die regterkantste ene."
- skabans, (nasaal uitgesproken),

met de hand grootgebracht schaap: "Sop die skabans, hy stot."
- vetkol,

een plek waar het niet regent: "Ons bly in 'n vetkol."
- met die tronkdeur se sleutels speel (tronk = gevangenis),

gevaarlijk leven en veel risico's nemen: "Broer, jy speel met die tronkdeur se sleutels."
- in die gras hardloop,

je vee in een diamantwingebied laten rondlopen: "My buurman laat sy beeste in die gras hardloop."
- op die langplaas jag,

op wild jagen in de bufferzone tussen het boerenperceel en de openbare weg: "Julle moet basta op die langplaas jag; julle speel met die tronkdeur se sleutels!"
- 'n las gooi,

extra geld geven: "Gooi daar 'n las van 'n rand dat ek vir my 'n brood kan koop."

## Engelse invloeden
Door het taalgebruik heen klinken af en toe verschillende Engelse woorden, in de schrijftaal worden woorden vaak op zijn Engels gespeld.
- Bal (Ned.) → Ball (Eng.)